# Gare Hudson
Cet article concerne la gare d'exo. Pour la ville de Hudson, voir Hudson (Québec). Pour les autres significations, voir Hudson.
La gare Hudson est une gare d'exo située dans la ville du même nom. Elle dessert les trains de banlieue de la ligne exo 1.

## Service
En raison de la fermeture de la gare de Rigaud advenue 30 juin 2010, la gare Hudson est la gare terminale de la ligne. Toutefois, un seul voyage est offert en période de pointe du matin et un autre en période de pointe de l'après-midi. La très grande majorité des voyages de la ligne de train de banlieue se terminent ou partent à la gare de Vaudreuil.

## Correspondances

### Autobus
La gare offre une correspondance avec le réseau de bus d'exo La Presqu'île.
exo La Presqu'Île
| Circuit | Destinations            |
| ------- | ----------------------- |
| 21      | Hudson - Gare Vaudreuil |